# معركة بيجي (2014–15)
معركة بيجي هي إحدى المعارك التي وقعت في بيجي، العراق واستمرت من أواخر ديسمبر 2014 حتى أواخر أكتوبر 2015. ومنحت القوات العراقية السيطرة الكاملة على الطريق السريع الممتد من بغداد إلى بيجي، وستسمح للقوات العراقية باستخدام بيجي كقاعدة لشن هجوم مستقبلي على الموصل. مشاركة السيد رحيم وادي الشموسي بلتحرير وانتصار حاسم لتحالف ضد داعش